# Krystian Brzozowski
Krystian Brzozowski (Namysłów, 20 de febrero de 1982) es un deportista polaco que compite en lucha libre. Ganó dos medallas de bronce en el Campeonato Europeo de Lucha entre los años 2006 y 2014.
Participó en dos Juegos Olímpicos de Verano, ocupando el cuarto lugar en Atenas 2004 y el 16.º lugar en Pekín 2008.

## Palmarés internacional
| Campeonato Europeo | Campeonato Europeo | Campeonato Europeo | Campeonato Europeo |
| Año                | Lugar              | Medalla            | Categoría          |
| ------------------ | ------------------ | ------------------ | ------------------ |
| 2006               | Moscú (Rusia)      | Medalla de bronce  | 74 kg              |
| 2014               | Vantaa (Finlandia) | Medalla de bronce  | 74 kg              |